# Willy Hagara/Diskografie
Diese Diskografie ist eine Übersicht über die musikalischen Werke des österreichischen Schlagersängers Willy Hagara.

## Alben

### Studioalben
- I bin halt a echt’s Weaner Kind, Electrola 83561, 1963
- Urlaub in Wien, Volksplatte 6043, 1965
- Von einem kleinen Kaffeehaus, Kurier 100116, 1972
- Immer wieder Wienerlieder, Diamant 12036, 1973

### Kompilationen
- Casetta In Canada, Bear Family, 2007
- Seine größten Erfolge, ZYX, 2010
- Komm ein bisschen mit nach Italien, MusicTales, 2011
- Mandolinen und Mondschein, MusicTales, 2011
- Es kann im Frühling sein, MusicTales, 2015

### EPs
- Willy Hagara gibt seine Visitenkarte ab, Philips 423183, 1955
- Willy Hagara ist Trumpf, Philips 423223, 1958
- Paprika, Philips 423287, 1959
- Willy Hagara, Philips 423348, 1960

## Singles
Vinyl-Singles
| A-/B-Seite                                                                  | Katalog-Nr. | Veröffentlichung |
|                                                                             | Philips     |                  |
| Sterne über Colombo / Eine Melodie geht um die Welt                         | 84048       | 1954             |
| Sie heißt Susanne / Ein Häuschen mit Garten /                               | 384150      | 1955             |
| Grüß das Haus am Missouri / Musik zum träumen                               | 344733      | Januar 1956      |
| Eine Kutsche voller Mädels / Kätchen, mein Mädchen                          | 344769      | Mai 1956         |
| Wenn du mich liebst / Ich hab alles auf der Welt gesehen                    | 344793      | Juni 1956        |
| Du bist ein Mädel / Nur einmal                                              | 344829      | August 1956      |
| Der Schmied von Palermo / Lieb Kind                                         | 344834      | August 1956      |
| Ich spiel so gern am Sonntag / Meine Frau, meine Kinder und ich             | 344875      | Oktober 1956     |
| Ich schlendre langsam durch die Stadt / Das macht die Liebe                 | 344920      | April 1957       |
| Der Enrico und sein Esel / Veronika                                         | 344937      | Mai 1957         |
| Maria-Marietta / Auf silbernen Wogen                                        | 344969      | August 1957      |
| Casetta in Canada / Rom bei Nacht                                           | 345001      | Januar 1958      |
| Nur in Portofino / Du kennst mich                                           | 345029      | März 1958        |
| Ein Lied erklingt / Küßt dich ein Mädchen aus Flandern                      | 345054      | September 1958   |
| Auch ein Clown hat ein Herz / Kleine Ballerina                              | 345056      | August 1958      |
| Mich lieben alle Frauen / Hey Billy                                         | 345075      | Oktober 1958     |
| Wenn du singen kannst / Jetzt weiß ich erst wie lieb du bist                | 345076      | Oktober 1958     |
| Mandolinen und Mondschein / Nur Liebe                                       | 345132      | Februar 1959     |
| Du bist schön / Parika-Rock                                                 | 345133      | Februar 1959     |
| Ein Herz und eine Rose / So bist nur du                                     | 345153      | Juli 1959        |
| Dinge-dange-dong / Ich habe sieben Bräute                                   | 345167      | Oktober 1959     |
| So ein Milano-Mandolino / Blue Lady                                         | 345204      | Februar 1960     |
| Die Straßen dieser Welt / Colombella                                        | 345221      | April 1960       |
| Freunde fürs Leben / Kleine Denise aus Paris                                | 345238      | August 1960      |
| Karneval in Portugal / Dankeschön Paris                                     | 345265      | Oktober 1960     |
| Pepe / Liebe kleine Stadt                                                   | 345277      | Januar 1961      |
| Das sind die Beine von Jacqueline / Er hat schon wieder etwas Neues         | 345306      | Juli 1961        |
| Mach’s doch so wie Aladin / Es kann dein Glück sein                         | 345307      | Juli 1961        |
| Du spielst ’ne tolle Rolle / Ich wohne direkt neben dir                     | 345365      | Januar 1962      |
| Caterina / Loralu                                                           | 345397      | Mai 1962         |
| Der Mond ist der Freund der Verliebten / Reich mir noch einmal die Hände    | 345513      | August 1962      |
| Fini im Bikini / An jedem Arm ein schönes Mädchen                           | 345560      | Februar 1963     |
| Champagner für alle / Angelika                                              | 345600      | August 1963      |
|                                                                             | Electrola   |                  |
| Sie war wunderbar / Meine Liebe ist dein                                    | 22641       | Februar 1964     |
| Das kann keine so wie du / Jagd-Trophäen                                    | 22690       | März 1964        |
| Daran könnt ich mich gewöhnen / Liebesleid                                  | 22776       | September 1964   |
| Mach deine Augen zu / Du bist schön                                         | 22877       | Februar 1965     |
| Und sowas ist ungeküßt                                                      | 22988       | August 1965      |
| Mach aus mir keinen Engel / Plauder-Tango                                   | 23013       | August 1965      |
| Sag es mit Rosen / Für dich                                                 | 23141       | Februar 1966     |
| Mein Traum von vis-a-vis / Roter Hula Moon                                  | 23404       | 1966             |
|                                                                             | Cornet      |                  |
| Liebling, hol’ die Feuerwehr / Gestern, Heute, Morgen                       | 3004        | 1966             |
| Der Tanz mit dir / Ich bin einsam                                           | 3020        | 8/1967           |
| Weißer Winterwald / Laßt den Weg uns geh’n                                  | 3039        | 12/1967          |
| Bla-Bla-Blu / Eine Walzernacht                                              | 3054        | 4/1968           |
|                                                                             | Pop Musik   |                  |
| Italienisch klingt so wunderschön / Lieselotte laß’ uns auf die Wiese geh’n | 32038       | 1972             |
|                                                                             | Bocaccio    |                  |
| Hecht im Karpfenteich / Küß mich einmal, küß mich zweimal                   | 45402       | 1973             |
|                                                                             | Amiga       |                  |
| Mandolinen und Mondschein / Instrumental: 6 aus 49                          | 450074      | 1959             |
| Dinge-dange-dong / Helga Brauer: Für dich                                   | 450125      | 1959             |
| So eine Milano-Mandoline / Dieter Resch: Gitarren, Sonne und Meer           | 450157      | 1959             |
| Wie wär’s / Instrumental: Chant Sans Paroles                                | 450176      | 1960             |
| Pepe / Peter Beil: Molto Bene                                               | 450234      | 1961             |

## Chartplatzierungen
Singles

| Jahr | Titel Album                          | Höchstplatzierung, Gesamtwochen/‑monate, AuszeichnungChartsChartplatzierungen (Jahr, Titel, Album, Platzierungen, Wochen/Monate, Auszeichnungen, Anmerkungen) | Anmerkungen                      |
| Jahr | Titel Album                          | DE | Anmerkungen                      |
| ---- | ------------------------------------ | --- | -------------------------------- |
| 1955 | Sie heißt Susanne-sanne-sanne –      | DE5 (2 Mt.)DE | Charteinstieg: 1. Mai 1955       |
| 1956 | Eine Kutsche voller Mädels –         | DE5 (5 Mt.)DE | Charteinstieg: 1. Januar 1956    |
| 1956 | Der Schmied von Palermo –            | DE22 (1 Mt.)DE | Charteinstieg: 1. November 1956  |
| 1958 | Casetta in Canada –                  | DE4 (5 Mt.)DE | Charteinstieg: 1. Januar 1958    |
| 1958 | Nur in Portofino –                   | DE20 (1 Mt.)DE | Charteinstieg: 1. April 1958     |
| 1959 | Dinge-dange-dong macht die Gitarre – | DE53 (1 Mt.)DE | Charteinstieg: 1. Dezember 1959  |
| 1960 | Ich habe sieben Bräute –             | DE35 (2 Mt.)DE | Charteinstieg: 1. Januar 1960    |
| 1960 | Freunde fürs Leben –                 | DE8 (1 Mt.)DE | Charteinstieg: 1. November 1960  |
| 1961 | Karneval in Portugal –               | DE48 (1 Mt.)DE | Charteinstieg: 1. Februar 1961   |
| 1961 | Pepe –                               | DE3 (4 Mt.)DE | Charteinstieg: 1. März 1961      |
| 1961 | Liebe kleine Stadt –                 | DE18 (3 Mt.)DE | Charteinstieg: 1. August 1961    |
| 1961 | Mach’s doch so wie Aladin –          | DE30 (2 Mt.)DE | Charteinstieg: 1. September 1961 |
| 1961 | Er hat schon wieder etwas Neues –    | DE42 (1 Mt.)DE | Charteinstieg: 1. November 1961  |
| 1962 | Du spielst ’ne tolle Rolle –         | DE50 (1 Mt.)DE | Charteinstieg: 1. März 1962      |
| 1963 | Caterina –                           | DE7 (4 Mt.)DE | Charteinstieg: 1. Juli 1963      |

## Statistik

### Chartauswertung
|                       | DE     |
| --------------------- | ------ |
| Nummer-eins-Singles   | DE—DE  |
| Top-10-Singles        | DE6DE  |
| Singles in den Charts | DE15DE |